# César Maluco
César Augusto da Silva Lemos, conegut com a César Maluco, (17 de maig de 1945) és un exfutbolista brasiler.

## Selecció del Brasil
Va formar part de l'equip brasiler a la Copa del Món de 1974.